# پایگاه نیروی هوایی حکیمپت

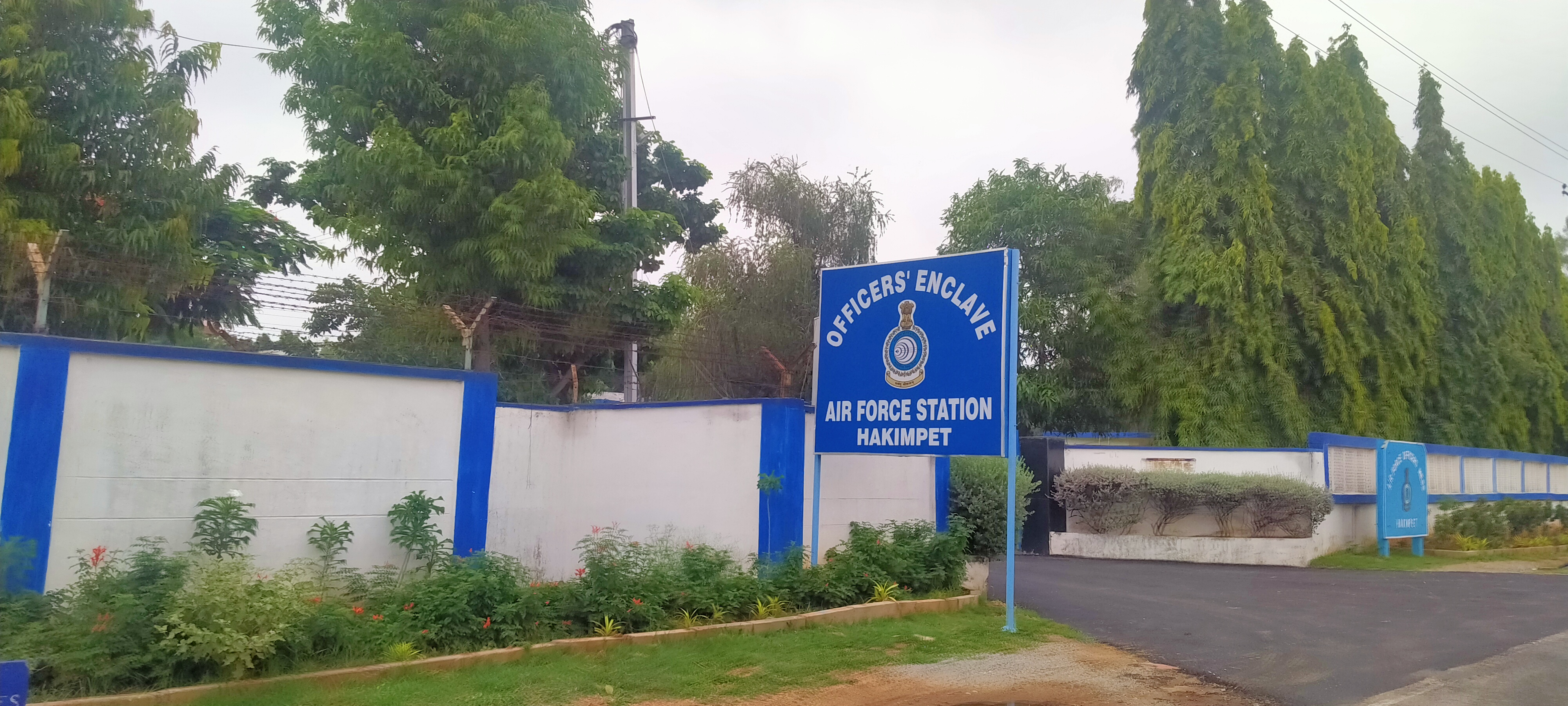
پایگاه نیروی هوایی حکیمپت

پایگاه نیروی هوایی حکیمپت (به انگلیسی: Hakimpet Air Force Station) یک فرودگاه نظامی است که یک باند فرود بتن و آسفالت دارد و طول باند آن ۲۲۵۰ متر است. این فرودگاه در شهر حیدرآباد کشور هند قرار دارد و در ارتفاع ۶۱۶ متری از سطح دریا واقع شده‌است.